# Мазепа (симфонічна поема)
«Мазепа», S. 100, — симфонічна поема, написана Ференцом Лістом у 1851—1854 роках. Вона шоста в циклі тринадцяти симфонічних поем, написаних за часів його перебування у Веймарі. Літературним першоджерелом твору стала однойменна поема Віктора Гюго з циклу «Les Orientales» («Східні мотиви»), в якій оповідається про молоді роки українського гетьмана Івана Мазепу, який спокусив шляхетну польську пані і був прив'язаний голий до дикого коня, який віз його в Україну. Там його звільнили козаки і згодом обрали гетьманом.
Написанню симфонічної поеми передував цикл «трансендентних» фортепіанних етюдів («Etudes d'execution transcendante»), в якому один з етюдів містить заголовок «Мазепа», а також, як епіграф, завершальні слова вірша: «…Падеш… ось край… ще раз зібрав ти свої сили, Встаєш, Ти — Володар!» (в перекладі М. Рудницького). Переробка етюду в симфонічну поему належить до 1850 року. Інтерес композитора до образу Мазепи, імовірно, викликаний революційними 1848—1849 року в Угорщині, та корелюється з героїчним образом трансільванського князя Ференца II Ракоци, якому Ф.Ліст в ті ж роки присвятив Угорську рапсодію для фортепіано No 15 («Ракоци-марш»). 
Симфонічна поема написана у двочастинній формі з кодою. Дослідники вказують на використані композитором звукові ефекти, які «натуралістично передають поетичні гіперболи поеми Гюго: з якою шаленою швидкістю мчить кінь, удари його заліз-них копит, гомін тисячі хижих птахів, стогін та несамовиті крики самого Мазепи тощо».  
Прем'єра відбулася в театрі Веймара 16 квітня 1854 року.